# Гаумата
Гаумата (Вахьяздата или Лжебардия) — персидский царь в 522 году до н. э.

## Правление

### Захват власти
Согласно официальной версии, изложенной Дарием I на Бехистунской скале, Гаумата, мидийский маг (жрец), воспользовавшись отсутствием Камбиса II, находящегося во главе своей армии в Египте, 11 марта 522 года до н. э. поднял восстание и 2 апреля захватил власть в свои руки. Чтобы обосновать свои права на престол, Гаумата выдал себя за Бардию — младшего брата Камбиса, убитого последним ещё до своего похода в Египет. Гаумата в короткий срок овладел большей частью Державы Ахеменидов. Уже в месяце айару (апрель/май) в Вавилоне стали датировать документы его правлением. При заключении различных контрактов вавилоняне стали клясться богами «Бэлом, Набу и Бардией, царём Вавилона, царём стран». Камбис двинул свои войска против восставших, но по пути погиб при весьма загадочных обстоятельствах (конец апреля 522 года до н. э.). К 1 июня Гаумата получил всеобщее признание у народов Ахеменидской державы.

### Официальная версия, изложенная в Бехистунской надписи
Вот как излагает это Бехистунская надпись, начертанная на скале на трёх языках (древнеперсидском, вавилонском и эламском) по приказу и от имени Дария I:

«Говорит царь Дарий I: некто именем Камбис, сын Кира, из нашего рода, был здесь царём. Этот Камбис имел брата, по имени Бардия, от одного отца и одной матери. Камбис убил этого Бардию. Когда Камбис умертвил Бардию, народу было неизвестно, что Бардия убит. Затем Камбис пошёл в Египет. Когда Камбис пошёл в Египет, народ возмутился, ложь распространилась в стране, как в Персии, так и в Мидии, ровно как и в прочих странах. Был человек, маг, по имени Гаумата, возмутившийся в Пишиявада, у горы Аракадриш; оттуда он начал бунт. В месяце виякне, 14 числа (11 марта 522 года до н. э.) он возмутился. Народу он лгал, говоря: „Я — Бардия, сын Кира, брат Камбиса“. Тогда весь народ отпал от Камбиса к нему, и Персия, и Мидия, и прочие страны. Он захватил власть; это было 9 гармапада (2 апреля). Тогда Камбис умер, умертвив себя… Эта власть, которую маг Гаумата исторг у Камбиса, издревле принадлежала нашему роду. Затем Гаумата отнял у Камбиса и Персию, и Мидию, и прочие страны; он присвоил их себе и стал царём. Не было ни одного человека, ни перса, ни мидянина, ни из нашего рода, который бы отнял власть у этого мага Гауматы. Люди весьма боялись его: он мог казнить многих людей, которые некогда знали Бардию, чтобы они не узнали, что он не Бардия, сын Кира. Никто не осмеливался что-либо сказать о Гаумате-маге, пока я не прибыл. Тогда я помолился Ахурамазде о помощи. Ахурамазда послал мне помощь. В месяце багаядише, 10 числа (29 сентября 522 года до н. э.), я с немногими людьми, погубил этого Гаумату и его знатнейших приверженцев. Есть крепость Сикаяуватиш, в области, именуемой Нисая, в Мидии, — там погубил я его и исторг у него власть. Волей Ахурамазды я стал царём; Ахурамазда вручил мне царство. Власть, отнятую у нашего рода, я вернул и поставил её на надлежащее место, как было раньше. Храмы, разрушенные магом, я возобновил, народу выгоды, стада и жилища — дома, отнятые Гауматой, я возвратил, Я вернул народу его прежнее положение, как в Персии, так и в Мидии, так и в прочих странах. Я вернул, что было отнято. Волею Ахурамазды я всё это совершил. Я трудился, чтобы вернуть нашему дому его прежнее положение, как было издревле, я старался (проложить) по воле Ахурамазды, как если бы Гаумата не устранял нашего дома».
Из Бехистунской надписи видно, что переворот Гауматы был ничем иным, как мидийской реакцией, направленной против власти персов — Ахеменидов. Дело в том, что Дарий I в своей надписи обычно называет этническую принадлежность своих противников («вавилонянин», «армянин», «эламит» и т. д.). Поэтому естественно предположить, что когда царь называет Гаумату «магом» (маги были одним из мидийских племён, из числа которых поставлялись жрецы, называвшиеся также магами), то он имеет в виду в первую очередь этническую принадлежность восставшего и уже во вторую очередь — принадлежность Гауматы к жреческому сословию. Об этом свидетельствует текст вавилонской версии Бехистунской надписи, где главный противник Дария прямо назван «мидянином, по имени Гаумата, магом». Интересно, что в этой версии, в отличие от персидского и эламского вариантов, в которых говорится, что Гаумата сделал мятежной Персию, добавлено — «и Мидию».
Таким образом, переворот Гауматы являлся мидийской реакцией против господства персов. Только промидийской политикой следует объяснить желание Гауматы окружить себя доверенными людьми и сам факт перенесения резиденции мага из Персии в Мидию. Античные авторы также не сомневались в том, что захват власти Гауматой означал переход её в руки мидян. В самом деле, прошло всего-навсего двадцать восемь лет с тех пор, как Кир Великий разбил Астиага; многие ещё должны помнить времена, когда персы находились на положении вассалов, а не правителей. Мятеж Гауматы, таким образом, отчасти мог представлять собой последнюю фазу борьбы за царскую власть, между двумя ведущими иранскими народами, или, другими словами, неудавшийся мидийский контрпереворот, вопреки тому, что был осуществлён персами при Кире.

### Ход событий в изложении Геродота
Приблизительно семьдесят лет спустя после мятежа Геродот записал известие об этом перевороте в том виде, в каком оно ходило тогда по Азии, а может быть, и согласно передаче Зопира, правнука Мегабиза, участника события — одного из семи вельмож, сподвижников Дария I. Этот Зопир, перебежав к грекам и поселившись в Афинах, делился с Геродотом сведениями из преданий своего рода, принадлежавшего к числу наиболее знатных и близких ко двору, а потому мог сообщить и многие подробности, известные при дворе. Вполне возможно, что имя брата самозванца и его вдохновителя Патизифа (др.-греч. Πατιζεινης), сообщаемое Геродотом, является косвенным доказательством того, что историк получал сведения от Зопира. Это не имя, а титул первого министра («патикшаятия», регент, отсюда турецкое падишах). Геродот принял титул за собственное имя.
Геродот, также как и Бехистунская надпись, называет самозванцем мага, одного из двух братьев, оставленных Камбисом для управления дворцом и бывших в числе весьма немногих, знавших об убиении Бардии. Самозванец также называется Бардией (у Геродота — Смердис) и был похож на него лицом; брат его Патизиф был главным виновником бунта; он посадил Смердиса на престол и разослал повсюду глашатаев, особенно к войскам, с приказом присягать самозванцу. Слухи дошли до Камбиса, который двинулся из Египта назад в Персию, чтобы подавить мятеж, но по пути умер. Смердис же полностью овладел положением и закрепился на престоле. Чтобы удержать покорённые народы от восстаний он отменил на три года налоги и воинские повинности. Внутренняя политика Смердиса была направлена на уничтожение привилегий персидской родовой знати и её господствующего положения в экономике и обществе. Благодаря этому Смердис пользовался большой популярностью и поддержкой широких народных масс, как в самой Персии, так и в других подвластных персам странах.
Однако Бардия никогда не выходил из дворца и не показывался перед народом. Это вызвало сомнения у знатного перса Отана, дочь которого Федима раньше была женой Камбиса, а после смерти последнего, как и прочие гаремные женщины, перешла в собственность Бардии. Он попросил дочь выяснить, является ли царь настоящим. Он выяснил, что у мага Гауматы должны быть отрезаны уши как наказание за преступление. Его дочь, когда наступила её очередь проводить ночь с царём, тайно ощупала его и обнаружила, что у царя нет ушей. Персы таким образом узнали, что Лжебардия — не сын Кира, а другой человек. Дарий и его соратники Виндафарна (у Геродота — Интаферн), Утана (Отан), Гаубарува (Гобрий), Видарна (Гидарн), Багабухша (Мегабиз) и Ардуманиш (Аспатин) — представители семи знатнейших родов персидской аристократии — организовали заговор. Гаумата и его брат были убиты. После переворота последовало массовое истребление магов.
Руководитель заговора Дарий стал царём.

### Мог ли Гаумата быть настоящим Бардией?
Кроме Бехистунской надписи и Геродота о перевороте Гауматы рассказывают ещё в разных вариациях Эсхил, Ктесий, Помпей Трог (в передаче Юстина), Страбон и Полиэн.
За исключением Эсхила, современника самого Дария, все античные авторы вслед за Бехистунской надписью называют Гаумату магом. У Юстина история Лжебардии передаётся согласно Геродоту, но, кроме того, из какого-то хорошего источника сообщается имя самозванца в форме Гомет, близкой к персидской Гаумата.
Некоторые историки склонны видеть, что версия о Гаумате ложная, и что к власти действительно пришёл Бардия, которого Камбис никогда не убивал. В пользу этой теории может служить то, что Геродот не говорит ни слова об родстве Дария с Ахеменидской династией — Дарий только наместник Персиды, и получил престол только благодаря хитрости своего конюха, заставившего коня Дария заржать прежде коней других участников заговора (заговорщики договорились, что тот, чей конь первым заржёт на рассвете, станет царём над другими). К тому же персидская народная традиция отрицала правдивость утверждений Дария, что до него на троне сидел Лжебардия. Массы персидского народа, как, впрочем, и народы других стран Ахеменидской державы, были убеждены, что над ними царствовал сын Кира Бардия, которого Дарий для своих целей назвал магом Гауматой. Это подтверждает и всеобщее восстание народов всей Ахеменидской державы, с которым Дарий столкнулся при восшествии на престол.
Создаётся впечатление, что Дарий был узурпатором, который для укрепления себя на престоле придумал и историю свержения самозванца, и свою генеалогию, возводящую его к предкам Кира II и Камбиса. Но с этим нельзя согласиться. Бехистунская надпись — первый важный официальный персидский текст — как бы нарочно составлен на трёх языках для всеобщего ознакомления, на самой людной дороге царства, между двумя столицами Вавилоном и Экбатаной, где он был помещён на высоте, доступной для чтения; кроме того, на папирусе он был разослан по всему государству на арамейском языке; это произошло через какой-нибудь десяток лет после рассказываемого события, когда современники и очевидцы ещё помнили его. Едва ли узурпатор мог так бравировать сознательной ложью. Кроме того, в свите Дария мы видим таких заслуженных сподвижников Кира, как Гобрий; его главной женой, имевшей на него огромное влияние, была дочь Кира — Атосса, сначала бывшая замужем за своим братом Камбисом, потом доставшаяся Гаумате, а после свержения последнего отошедшая Дарию. Так что особых оснований сомневаться в принадлежности Дария к Ахеменидам, равно как и в других показаниях Бехистунской надписи, нет.
Правление Гауматы продолжалось менее семи месяцев.
| Ахемениды?                |                                                         |                   |
| Предшественник: Камбис II | персидский царь ок. 522 до н. э. (правил ок. 7 месяцев) | Преемник: Дарий I |
| Предшественник: Камбис II | фараон Египта ок. 522 до н. э.                          | Преемник: Дарий I |

## В культуре
- Еремей Парнов, роман Третий глаз Шивы. М., 1975 (Библиотека приключений и научной фантастики)